# Miosarcom
Miosarcomul (abreviat MS) este o tumoare malignă a țesutului mezenchimal, care poate fi
- Rabdomiosarcom - cu tendința de a se diferenția spre celula musculară striată.
- Leiomiosacrcom - cu tendința de a se diferenția spre celula musculară netedă.